# Dead (album Obituary)
Dead – album koncertowy amerykańskiego zespołu deathmetalowego Obituary. Wydawnictwo ukazało się 22 kwietnia 1998 roku nakładem Roadrunner Records. Nagrania zostały zarejestrowane 10 września 1997 roku podczas koncertu w Axis w Bostonie w stanie Massachusetts.

## Lista utworów
Opracowano na podstawie materiału źródłowego.
1. „Download” – 3:00
2. „Chopped in Half” – 0:46
3. „Turned Inside Out” – 5:03
4. „Threatening Skies” – 2:28
5. „By the Light” – 3:01
6. „Dying” – 4:36
7. „Cause of Death” – 5:43
8. „I'm in Pain” – 4:54
9. „Rewind” – 4:04
10. „'Til Death” – 4:25
11. „Kill for Me” – 2:35
12. „Don't Care” – 3:09
13. „Platonic Disease” – 4:05
14. „Back from the Dead” – 5:55
15. „Funal Thoughts” – 4:02
16. „Slowly We Rot” – 5:06

## Twórcy
Opracowano na podstawie materiału źródłowego.

- Trevor Peres – gitara rytmiczna
- Frank Watkins – gitara basowa
- Donald Tardy – perkusja
- John Tardy – śpiew
- Allen West – gitara prowadząca
- Steve Remote – produkcja muzyczna, inżynieria dźwięku, nagrywanie
- Andy Sneap – miksowanie
- Chris Gehringer – mastering